# 高锰酸四氨合铜(II)
高锰酸四氨合铜(II)是一种无机化合物，化学式为[Cu(NH3)4](MnO4)2。它可由硫酸铜、氨水和高锰酸钾反应得到。它和高氯酸四氨合铜(II)一样，受热快速分解。它在水中煮沸，发生以下反应：
[Cu(NH3)4](MnO4)2 + 2 H2O → Cu(OH)2 + 2 NH3 + 2 NH4MnO4
氨从反应体系中离去使反应向右（高锰酸铵的方向）进行。对其缓慢加热，它在313~423 K脱氨，得到Cu(MnO4)2中间体，进一步加热，其分解的最终产物为CuMn2O4。
它可以将苯腙或醇氧化为相应的羰基化合物。